# Chillicothe (Ohio)
Chillicothe es una ciudad situada en el condado de Ross, Ohio, Estados Unidos. Tiene una población estimada, a mediados de 2022, de 21 921 habitantes.
Es la sede del condado. 

## Historia
No fue hasta después de la Revolución Americana y la incorporación del Territorio del Noroeste que Ohio recibió cantidades significativas de asentamientos europeos. En 1796 Nathaniel Massie, un virginiano, destinó 456 lotes de sus propias tierras para fundar Chillicothe, prometiendo parcelas gratuitas a los primeros 100 colonos.
Chillicothe se convirtió en el centro de la vida política en el Territorio del Noroeste, atrayendo a políticos prominentes y más tarde incluso a gobernadores de Ohio. En 1800 fue designada capital del Territorio del Noroeste y en 1802 fue sede de la Convención Constitucional de Ohio, convirtiéndose más tarde en la primera capital de Ohio al convertirse en estado en 1803.
La ciudad siguió siendo la capital del estado hasta 1810, cuando se trasladó brevemente a Zanesville, para regresar a Chillicothe dos años después. En 1816, sin embargo, la capital de Ohio se trasladó permanentemente a Columbus, para estar más cerca del centro geográfico del estado.

## Geografía
La ciudad está ubicada en las coordenadas 39°20′26″N 82°59′46″O / 39.34056, -82.99611 (39.340502, -82.996102). Según la Oficina del Censo de los Estados Unidos, tiene una superficie total de 27.62 km², de la cual 27.19 km² corresponden a tierra firme y 0.43 km² están cubiertos de agua.

## Demografía

### Censo de 2020
Según el censo de 2020, en ese momento la ciudad tenía una población de 22 059 habitantes. La densidad de población era de 811.29 hab./km².
| Raza                   | Núm.   | Porc.  |
| ---------------------- | ------ | ------ |
| Blancos                | 18 892 | 85.64% |
| Afroamericanos         | 1348   | 6.11%  |
| Amerindios             | 88     | 0.40%  |
| Asiáticos              | 155    | 0.70%  |
| Isleños del Pacífico   | 6      | 0.03%  |
| De otras razas         | 151    | 0.68%  |
| De una mezcla de razas | 1419   | 6.43%  |

Del total de la población, el 1.59% eran hispanos o latinos de cualquier raza.

### Censo de 2010
Según el censo de 2010, en ese momento había 21 901 personas residiendo en la localidad. La densidad de población era de 798.11 hab./km². El 88.1% eran blancos, el 7.2% eran afroamericanos, el 0.32% eran amerindios, el 0.51% eran asiáticos, el 0.01% eran isleños del Pacífico, el 0.48% eran de otras razas y el 3.38% eran de una mezcla de razas. Del total de la población el 1.33% eran hispanos o latinos de cualquier raza.

## Ciudades hermanas
- Córdoba (Veracruz), México. Esta relación se honra a través del Programa de Intercambio de estudiantes extranjeros con estudiantes de la Escuela Superior Chillicothe.[cita requerida]
- Tuluá, Colombia